# Heather Coltman
Heather Coltman (* 16. November 1968 in Lusaka in Sambia) ist eine US-amerikanische Pianistin und Musikpädagogin.
Coltman kam mit ihren Eltern 1966 in die USA. Sie hatte den ersten Klavierunterricht bei ihrer Mutter. Am College-Conservatory of Music Cincinnati erlangte sie den Grad des Bachelor, am Mannes College of Music in New York den Master- und an der University of Texas at Austin den Doktorgrad. Ab 1977 studierte sie bei Nadia Boulanger in Fontainebleau. Zu ihren Lehrern zählten außerdem Lita Guerra, Claude Frank und David Bar-Illa. Sie unterrichtete u. a. an der University of South Carolina, der Samford University, dem Birmingham-Southern College Conservatory und der Community School of Music and Arts in Ithaka und ist Dekanin der Fakultät für Musik, Professorin und Leiterin für die Keyboard-Ausbildung an der Florida Atlantic University.
Als Pianistin erhielt Coltman u. a. Preise bei der Joanna Hodges International Piano Competition, der Geza Anda International Piano Competition und den Outstanding Accompanist Award bei der Corpus Christi Young Artists Competition und der Emanuel Feurmann International Cello Competition. Sie trat als Solistin, Kammermusikerin und Konzertpianistin u. a. in den USA, Kanada, Mexiko, Spanien, Deutschland, der Schweiz und Südafrika auf. Ihre Aufnahmen erschienen u. a. bei den Labels Heng Hao Records und Lyra Productions. Ein Schwerpunkt ihres Repertoires ist die Musik zeitgenössischer Komponisten.

## Diskographie
- Jeremy Beck: Never Final, Never Gone: Four Piano Pieces
- Clocks: Piano Quintets of the Americas mit dem Cuarteto Latinamericano
- Dream Chasers: North American Nightscapes
- Obseción, Musik von Leonard Bernstein, Aaron Copland, Astor Piazzolla und Emilio Colón mit dem Trio Amadé (Felicia Moye, Emilio Colón)
- pause and feel and hark, Sonate für Cello und Klavier von Jeremy Beck, mit Emilio Colón
- Fives for Five, Musik von Arthur Weisberg mit dem Florida Woodwind Quintet
- Tribute to Liberace, Klaviermusik von Frédéric Chopin, Claude Debussy, Ludwig van Beethoven und Felix Mendelssohn Bartholdy
- New Music Now, Klaviermusik von Jeremy Beck
- Tribute to Casals mit Emilio Colón
- Duelling Divas mit Birgit Fioravante und Wendy Reynolds
- Tribute to James Galway mit Milton Davila (Flöte)
- Storytelling, Musik von Francis Poulenc, William Grant Still, Henryk Wieniawski, Ralph Vaughan Williams und Astor Piazzolla, mit Gareth Johnson